# باسكال يوهانسن
باسكال يوهانسن (28 أبريل 1979 بكولمار في فرنسا - ) (بالفرنسية: Pascal Johansen)‏ هو لاعب كرة قدم فرنسي في مركز الوسط. شارك مع منتخب فرنسا تحت 21 سنة لكرة القدم. أما مع النوادي، فقد لعب مع أولمبيك مارسيليا ونادي راون الرياضي ونادي ستراسبورغ ونادي غرونوبل ونادي ميتز ونادي ميلوز.

## وصلات خارجية
- باسكال يوهانسن على موقع قاعدة بيانات كرة القدم.إي يو (الإنجليزية)
- باسكال يوهانسن على موقع ليكيب (الفرنسية)